# جوزيف بيركسون
جوزيف بيركسون (بالإنجليزية: Joseph Berkson)‏ هو إحصائي وطبيب وفيزيائي أمريكي، ولد في 1899، وتوفي في 1982.
تخصص بيركسون في مجال الإحصاء الحيوي ويعتبر أول من استعمل مفهوم الانحدار اللوجستي الذي يعتبر من أهم طرق النمذجة المستعملة في التعلم الآلي.
في 1944 نشر أول ورقة بحثية تذكر طريقة الانحدار اللوجستي في دورية الجمعية الإحصائية الأمريكية، حول استعمالات النمذجة في الإحصاء الحيوي.
في 1980 نشر ورقة دافع فيها عن أهمية مقدر مربع كاي الأدنى في تقييم النمذجة الإحصائية وكونه أكثر نجاعة من تقنية تقدير الاحتمال الأرجح.